# Alfredo Hurtado
Alfredo Hurtado Franco (Madrid, 7 de diciembre de 1917-Madrid, 10 de noviembre de 1965) fue un niño actor —conocido con el sobrenombre de Pitusín— y posterior ayudante de dirección de cine español. Considerado el primer niño prodigio del cine español.

## Biografía
Huérfano de padre desde muy pequeño, su carrera infantil fue impulsada por su madre Prudencia Franco. Con tan solo cuatro años empezó a frecuentar la Academia de Cinematografía de la calle Gran Vía de Madrid. Debutó en la gran pantalla a los siete, bajo el nombre artístico de Pitusín, con la película Los granujas, de Fernando Delgado de Lara, junto a Irene Alba. Seguirían quince títulos hasta alcanzar la mayoría de edad, el último de los cuales, Paloma de mis amores, se estrenó en 1936. Destacaron La medalla del torero (1925), de José Buchs, La revoltosa (1926), El lazarillo de Tormes (1925), ambas de Florián Rey, Malvaloca (1926), de Benito Perojo y Amapola (1926)
Con posterioridad a la guerra civil española, intervino en el rodaje de La Dolores (1940), con Concha Piquer, aunque no apareció en los títulos de crédito.
En su vida adulta se dedicó a labores de ayudante de dirección. Dirigió además tres títulos: Como la tierra (1954), Cancha vasca (1955) y Un abrigo a cuadros (1956).